# Limited Remixes
『Limited Remixes』（リミテッド·リミックス）は、滴草由実の1枚目のアナログ盤EP。

## 解説
- 本作は世界各国の有名クリエイターStarRo、Jeftuz、DJ HASEBE、Jazztronikらが参加できる。ジャケットは、滴草由実本人による書き下ろしアートワークである[1]。
- 最初は2015年4月18日に発売予定だったが、海外プレス工場のカッティング不具合のため、発売延期されることとなった[2]。
- レコード限定で発売しマンハッタンレコードのランキングチャートtop50にて1位を獲得する[3]。
- 新曲「Everytime」は同EPの収録曲中唯一のオリジナルバージョンである。後日発売のスタジオアルバム「BLUE」においてこの曲が初CD化された。

## 収録曲
- SIDE Day

1. Dreaming ～DJ Hasebe Remix～
作詞・作曲:滴草由実 Remix by DJ HASEBE
2. D ～Jazztronik Remix～
作詞・作曲:滴草由実 Remix by Jazztronik
3. Dreaming ～J-vibe Reggae Remix～
作詞・作曲:滴草由実 Remix by Jason "J-Vibe" Farmer

- SIDE Night

1. I don't Love You -starRo Remix～
作詞・作曲:滴草由実 Remix by 溝口真矢（StarRo）
2. Everytime
作詞・作曲:滴草由実 track by 溝口真矢（StarRo）
3. I don't Love You ～Jeftuz Remix～
作詞・作曲:滴草由実 Remix by Jeftuz